# Gråstrupig eremit
Gråstrupig eremit (Phaethornis griseogularis) är en fågel i familjen kolibrier.

## Utbredning och systematik
Gråstrupig eremit delas in i tre underarter:
- P. g. porcullae – förekommer i Anderna i norra Peru (Tumbes, Piura och Lambayeque)
- P. g. griseogularis – förekommer i Anderna från Colombia till norra Peru, samt i södra Venezuela och angränsande Brasilien
- P. g. zonura – förekommer i norra Peru (Marañóndalen i östra Cajamarca och angränsande delar av Amazonas)

Sedan 2014 urskiljer Birdlife International och naturvårdsunionen IUCN porcullae som den egna arten "porcullaeremit". 

## Status
IUCN bedömer hotstatusen för porcullae respektive griseogularis och zonura var för sig, båda som livskraftiga.